# Brice Ateba
Pour les articles homonymes, voir Ateba.
Brice Ateba né le 28 juin 1982 dans le sud Cameroun, est un auteur-compositeur, guitariste, chanteur originaire du Cameroun. Son instrument favori est la guitare.

## Biographie

### Enfance et débuts
Brice Ateba est né le 26 juin 1988 dans le sud Cameroun, c'est un enfant béti, dont la culture influence son style musical. Il est un cadet de la chanteuse Koko Ateba.
Percussionniste dès le plus jeune âge, membre de la chorale dans le village de son enfance, showman dans plusieurs cabarets, il perfectionne son jeu de guitare à Yaoundé puis à Douala,,.
Il fait des études au conservatoire de musique de Lyon, Givors et Nanterre après son arrivée en France en 2004,.

### Carrière et genre

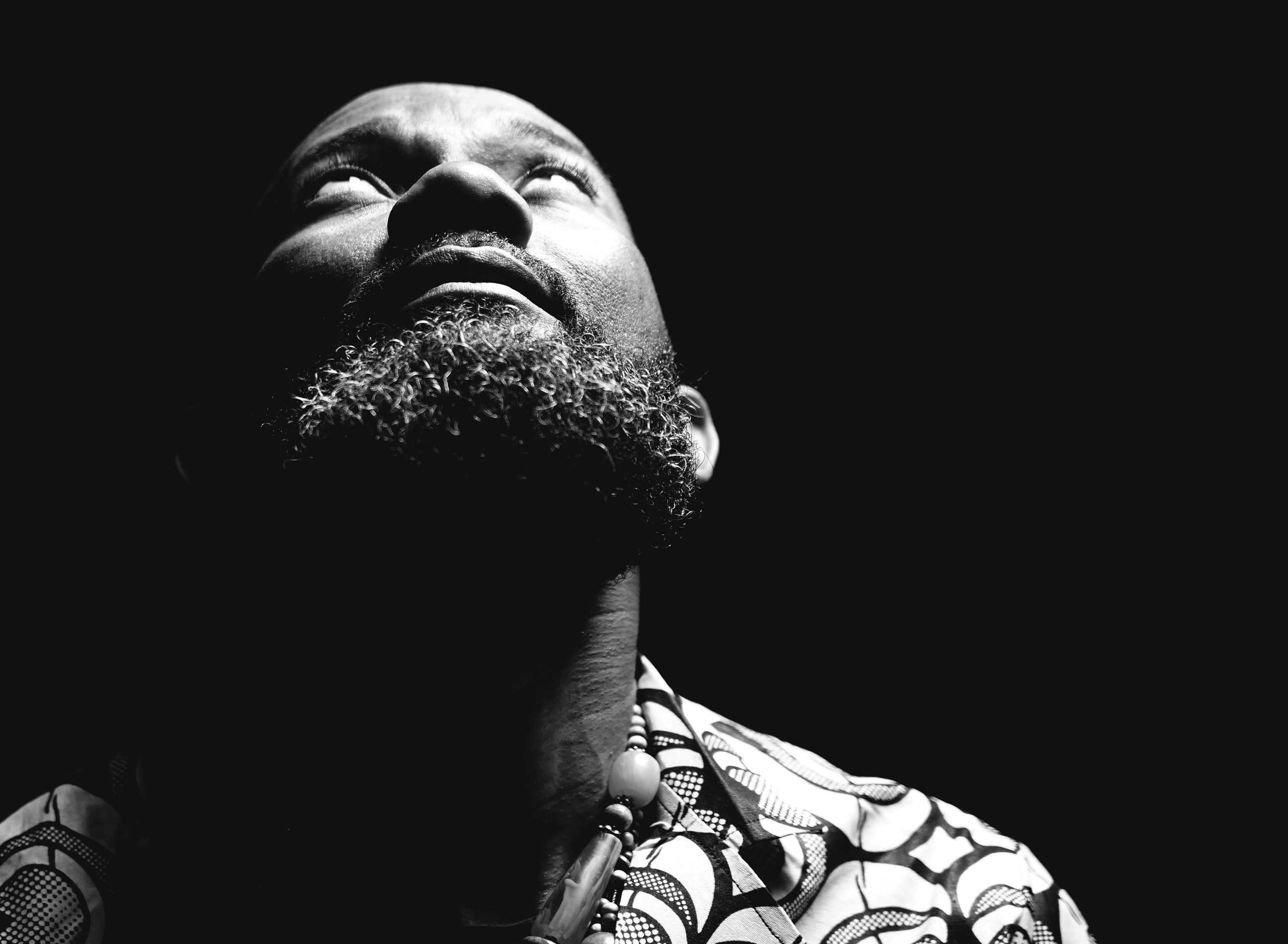

Brice Ateba est influencé par le bikutsi, le makossa et autres rythmes populaires des cabarets de Yaoundé et de Douala au Cameroun.
Son genre - soul, Afrobeat et jazz - est inspiré de quelques artistes camerounais célèbres tels Richard Bona, Eboa Lotin, Donny Elwood, Ben Decca, Messi Martin, et aussi d'autres musiciens du continent tels Keziah Jones, Fela Kuti, etc,.
En 2015, il réalise une tournée, financée via une campagne de crowdfunding, vers ses racines au Cameroun,.

## Discographie
- Bia wo (Toi et moi)[12]
- Eying (La vie)[13]